# غريت كولكشنز
غريت كولكشنز (بالإنجليزية: GreatCollections) هو دار مزادات عملات أمريكية عبر الإنترنت تأسست في عام 2010، ومقرها في إيرفين بكاليفورنيا. الشركة هي شركة مزادات للعملات النادرة المعتمدة والأوراق النقدية.

## التاريخ
أسس إيان راسل وهو الذي يشغل منصب الرئيس ورايلين إندو دار المزادات. حيث قاموا بتطوير موقع الشركة والبنية التحتية التشغيلية على مدى ستة أشهر. فقبل تأسيس الشركة كان راسل رئيسًا لشركة تيلي تريد المحدودة. ومديرًا تنفيذيًا للعمليات في مزادات باورز وميرينا وهما اثنتان من أكبر دور مزادات العملات المعدنية في أمريكا الشمالية. كما عمل إندو سابقًا في خدمة تصنيف العملات الاحترافية (بيه سي جي أس) وكولكترز يونيفيرس.
أطلق موقع GreatCollections.com في أواخر عام 2010 مما سهل بيع وشراء العملات المعدنية والأوراق النقدية في المزادات عبر الإنترنت. كما أصبحت منذ ذلك الحين معروفة جيدًا ببيع عينات نادرة من العملة الأمريكية بالمزاد العلني مثل مجموعة سيجارا ومجموعة من عملات النيكل ذات الرأس الهندي التي بيعت بأكثر من 500000 دولار.
قامت شركة غريتكولكشنز ببيع مجموعة من العملات المعدنية الأمريكية تسمى مجموعة تورينو في مارس 2012. حيث تضمنت المجموعة عملة ذهبية مزدوجة النسر من إنتاج ساينت جودنز 1907 والتي بيعت بمبلغ 110,000 دولار، وعملة معرض بنما والمحيط الهادئ 1915 ذات قيمة 50 دولارًا والتي بيعت بمبلغ 79,750 دولارًا.
باعت الشركة المثال الوحيد المؤكد لعملة دولار ساكاجاويا مع حروف على الحافة في يوليو 2012.كما بدأت الشركة ببيع مجموعات "كابوانو إفريمان" من عملات مرجان دولار في عام 2014.
أجرى مقدم البرامج الحوارية لاري كينج مقابلة مع إيان راسل حول غريتكولكشنز وجمع العملات المعدنية في عام 2015. وقامت شركة غريتكولكشنز بتوسيع منشأة أكبر في إيرفين بالقرب من المقر الرئيسي لشركة بيه سي جي أس في أغسطس 2015.
حصلت غريتكولكشنز على عملة النيكل ليبرتي هيد 1913 الأعلى تصنيفًا في نوفمبر 2021. كما يُعد النيكل واحدًا من أكثر العملات النادرة شهرة في علم العملات الأمريكية حيث لا يُعرف سوى خمسة أمثلة فقط. وكان المثال الذي حصلت عليه الشركة في السابق بمثابة القطعة المركزية لمجموعة إلياسبيرج. ولوحظ تداوله آخر مرة في مزاد مقابل 4.56 مليون دولار في عام 2018.
استحوذت شركة غريتكولكشنز على أول دولار فضي أمريكي مقابل 12 مليون دولار في يناير 2022. فأصبحت الشركة المزاد الرسمي للجمعية الأمريكية لعلم العملات في مارس 2022. وفي وقت لاحق من ذلك العام أقرضت دار المزادات أربع عملات معدنية إلى جمعية العملات المركزية الأمريكية لعرضها في معرض خاص في شاومبورج بإلينوي. وفي شهر أغسطس قامت شركة غريتكولكشنز ببيع عشرة بنسات عمرها 100 عام مقابل 1.1 مليون دولار. حيث كانت البنسات عبارة عن عملات معدنية مميزة سكت خصيصًا لهواة الجمع بواسطة دار سك العملة في فيلادلفيا بالولايات المتحدة في السنوات الأولى من ظهور سنتات لينكولن.
انتقلت غريتكولكشنز مرة أخرى إلى إيرفين في أغسطس 2023 وهي الآن في مبنى مخصص أكبر بثمانية أضعاف من موقعها السابق.
قامت شركة غريتكولكشنز ببيع عملة معدنية نادرة للغاية من فئة العشرة سنتات نو "أس" تعود لعام 1975 مقابل ما يزيد قليلاً عن 500000 دولار في أكتوبر 2024. سكت دار سك العملة الأمريكية في سان فرانسيسكو هذه العملة المعدنية وهي واحدة من عملتين معدنيتين معروفتين لا تحتويان على علامة "أس" المميزة.
قامت غريتكولكشنز بتقييم أعلى عملتين معدنيتين قيمة في التاريخ: عملة نسر سانت جودنز المزدوج 1933 بقيمة 19 مليون دولار، و"غولد كاس" وهي عملة فيزيكال كاساسيوس بيتكوين بقيمة 1000 بي تي سي بقيمة 48 مليون دولار.

## روابط خارجية
- الموقع الرسمي
- Larry King Interviews Ian Russell of GreatCollections Coin Auctions على يوتيوب